# Малоюлдыбаево
Малоюлдыбаево (баш. Бәләкәй Юлдыбай) — деревня в Зилаирском районе Республики Башкортостан Российской Федерации. Входит в состав Юлдыбаевского сельсовета.

## История
Образовалась как выселок села Юлдыбаева. 

## География
Находится на левом берегу реки Сакмары.

### Географическое положение
Расстояние до:
- районного центра (Зилаир): 43 км,
- центра сельсовета (Юлдыбаево): 3 км,
- ближайшей железнодорожной станции (Сибай): 98 км.

## Население
| 2002 | 2009 | 2010 |
| ---- | ---- | ---- |
| 245  | ↘239 | ↘208 |

Национальный состав
Согласно переписи 2002 года, преобладающая национальность — башкиры (98 %).

## Транспорт
Автодорога от села Юлдыбаева.

## Религия
В деревне есть мечеть.